# Ja’akow Bekenstein
Ja’akow Bekenstein, hebr. ‏יעקב בקנשטיין‎, ang. Jacob Bekenstein, ur. 1 maja 1947 w Meksyku, zm. 16 sierpnia 2015 w Helsinkach) – izraelsko-amerykański fizyk teoretyczny; profesor Uniwersytetu Hebrajskiego w Jerozolimie i Uniwersytetu Ben Guriona (Beer Szewa). Laureat prestiżowych nagród naukowych jak Nagroda Izraela (2005) i Nagroda Wolfa w dziedzinie fizyki (2012).
Bekenstein zajmował się głównie teorią względności i grawitacji, zwłaszcza czarnymi dziurami i ich termodynamiką. W 1972 roku sformułował hipotezę, według której czarne dziury mają dobrze zdefiniowaną i niezerową entropię. Wpłynęło to potem na badania Stephena Hawkinga nad promieniowaniem tych obiektów. Bekenstein zajmował się także fizycznymi aspektami teorii informacji oraz fizyką próżni.

## Życiorys
Urodzony w żydowskiej rodzinie migrantów z Polski. Studiował w Polytechnic Institute of New York University, a potem na Uniwersytecie Princeton, gdzie w 1972 roku uzyskał stopień doktora. W latach 1972–1974 odbywał staż w University of Texas at Austin. Od 1976 roku pracował jako wykładowca, a potem profesor na Wydziale Fizyki Uniwersytetu Ben Guriona. Od 1990 roku był profesorem na Uniwersytecie Hebrajskim w Jerozolimie.

## Wyróżnienia i nagrody
- 1988: Rothschild Prize in the Physical Sciences,
- 2005: Nagroda Izraela,
- 2012: Nagroda Wolfa w dziedzinie fizyki,
- 2015: Einstein Prize.

Jego imieniem nazwano granicę Bekensteina.